# Bobowo
Bobowo est un village polonais de la voïvodie de Poméranie et du powiat de Starogard. Il est le siège de la gmina de Bobowo et compte 1486 habitants en 2021.